# 莫與儔
莫與儔（1762年—1841年），字猶人，號傑夫，貴州独山州人。清朝官員。

## 生平
幼聰慧，八歲能文。嘉慶三年（1797年）中舉，嘉慶四年（1799年）聯捷己未科進士，為庶吉士。嘉慶六年（1801年），任四川鹽源縣知縣。嘉庆九年（1804年），任四川甲子科乡试同考官。嘉慶十三年（1808年），在八寨厅（今丹寨）王氏家開館授課。次年，任教於紫泉书院。道光三年（1823年），舉家迁往遵义，任貴州遵義府學教授凡十九年。道光二十一年（1841年），病逝，葬于遵义城东青田山。私谥贞定先生。

## 著述
著有《二南近說》、《仁本事韻》、《貞定先生遺集》等書。

## 家族
有子莫友芝、莫庭芝、莫祥芝。

## 延伸阅读
[在维基数据编辑]
 《清史稿/卷486》，出自趙爾巽《清史稿》